# Nishikawa Shōji
Nishikawa Shōji (japanisch 西川 正治; * 5. Dezember 1884 in Hachiōji, Japan; † 5. Januar 1952) war ein japanischer Physiker und Japans erster bedeutender Kristallograph.

## Leben
Nishikawa Shōji kam 1884 als Sohn eines bedeutenden Händlers für Seide in Hachiōji in der Präfektur Tokio zur Welt. Er wuchs in Tokio auf, wo er auch später an der naturwissenschaftlichen Fakultät der Kaiserlichen Universität Tokio studierte. Nach anfänglichen Forschungen zur Radioaktivität richtete sich – inspiriert durch Professor Terada Torahiko – sein Interesse auf die Kristallographie, die mit der damals neuen Methode der Röntgenbeugung zur Strukturanalyse weltweit einen Aufschwung erlebte. Erste Veröffentlichungen erschienen von Nishikawa Shōji zwischen 1913 und 1915, zu einer Zeit, als die britischen Physik-Nobelpreisträger William Henry Bragg und William Lawrence Bragg auf diesem Gebiet bahnbrechende Pionierarbeit leisteten.
Zwischen 1916 und 1919 weilte er in den Vereinigten Staaten an der Cornell University und arbeitete dort unter anderem mit Ralph Wyckoff zusammen. Bevor er 1920 nach Japan zurückkehrte, war er ein halbes Jahr bei W. H. Bragg am University College London. Er leitete dann am RIKEN eine erste Forschungsgruppe und war am Forschungsinstitut teilweise bis 1949 tätig. 1924 wurde er Professor an der Universität Tokio, wo er bis zu seiner Pensionierung 1945 wirkte.
Zu seinen Studenten zählte Kikuchi Seishi, der 1928 die nach ihm benannten, bei der Elektronenbeugung auftretenden Kikuchi-Linien beschrieb. Zu den bedeutenden Beiträgen von Nishikawa Shōji zählen die Analyse der α-β-Phasenumwandlung von Quarz und der experimentelle Beweis von Abweichungen vom Friedelschen Gesetz für bestimmte Kristallstrukturen. 1950 war er Mitbegründer und erster Präsident der Crystallographic Society of Japan.
Nishikawa Shōji war mit der Lehrerin Ayai Kiku verheiratet, sie hatten vier Söhne und eine Tochter. Zwei Söhne wurden später auch Physiker, der erstgeborene Nishikawa Tetsuji war einer der Gründungsväter des japanischen Forschungszentrum für Hochenergiephysik KEK sowie dessen Generaldirektor von 1977 bis 1989 und Nishikawa Kyōji war Professor an der Universität Hiroshima und ist dort noch als Professor emeritus wissenschaftlicher Berater.

## Auszeichnungen
- 1937: Mitglied der Japanischen Akademie der Wissenschaften[7]
- 1951: Japanischer Kulturorden[8]
- 1951: Erster Ehrenbürger der Stadt Hachiōji[9]